# Glenea discoantefasciata
Glenea discoantefasciata är en skalbaggsart som beskrevs av Stefan von Breuning 1950. Glenea discoantefasciata ingår i släktet Glenea och familjen långhorningar. Inga underarter finns listade i Catalogue of Life.